# La muraglia delle tenebre
La muraglia delle tenebre (High Wall) è un film del 1947 di produzione statunitense diretto da Curtis Bernhardt.